# Hurezani
Hurezani è un comune della Romania di 1781 abitanti, ubicato nel distretto di Gorj, nella regione storica dell'Oltenia.
Il comune è formato dall'unione di 5 villaggi: Busuioci, Hurezani, Pegeni, Plopu, Totea de Hurezani.